# Lewis
Lewis je priimek več oseb:
- Harold Victor Lewis, britanski general
- Jack(ie) Lewis, britanki dirkač Formule 1
- Jerry Lee Lewis (1935-2022), pevec, pianist, ...
- Richard Maurice Hull Lewis, britanski general
- Robert Stedman Lewis, britanski general
- Richard George Lewis, britanski general
- Clive Staples Lewis (1898-1963) ali kratko C.S. Lewis, britanski zgodovinar, pisatelj, literarni kritik, radijski voditelj in akademik

in škotski otok - Lewis (otok)